# Tom Ford
Thomas Carlyle Ford, conhecido como Tom Ford (Austin 27 de agosto de 1961) é um estilista, diretor criativo, realizador, roteirista e produtor de cinema americano. Ford é bem-conhecido na indústria da moda pela sua revitalização da Gucci e da Saint Laurent. É atualmente diretor criativo da sua marca homónima, Tom Ford. Produziu enquanto realizador A Single Man (2009) e Nocturnal Animals (2016).

## Carreira

### Carreira na moda

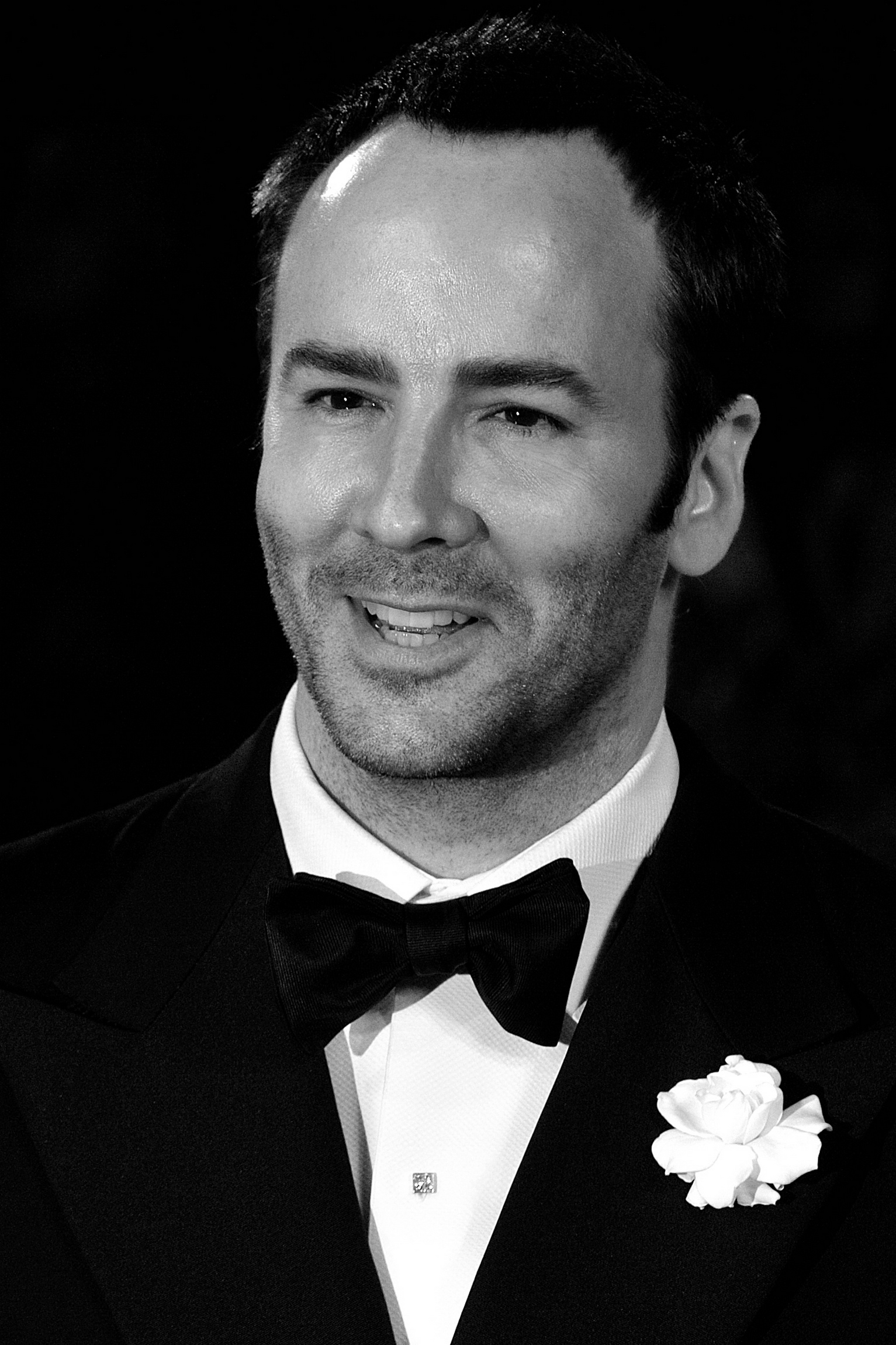
Tom Ford

Ford começou sua carreira profissional como ator de comerciais, mas acabou desistindo dela quando uma das exigências para um novo trabalho era raspar a cabeça. Passou a estudar, na Parsons School of Design, de Nova York, descobrindo, assim, a moda. Nessa mesma época, ele conheceu Richard Buckley, editor da revista Vogue Hommes, com quem vive desde então.
Em 1990, Ford foi chamado a Milão por Dawn Mello, uma especialista em moda contratada pela grife Gucci, nos anos 80, para fazer frente a uma concorrência cada vez mais acirrada que a marca enfrentava, perdendo aos poucos o posto de referência mundial para artigos de couro. Sob o comando de Dawn Mello, a Gucci foi resgatando seus antigos sucessos.
Durante cinco anos, Ford apenas trabalhou nos bastidores da empresa, adaptando-se ao seu estilo. Em 1995, ganhou o prêmio do Council of Fashion Designers of America, ao mesmo tempo em que aparecia para o mundo da moda como o grande revitalizador da Gucci, quando o herdeiro da casa, Maurizio Gucci, foi assassinado e a família se afastou dos negócios, que ficaram nas mãos de um grupo árabe.
Em poucos anos, Ford transformou-se de estilista iniciante em empresário de sucesso. Associado ao italiano Domenico De Sole, Ford fez da decadente Gucci um negócio bilionário. Os dois enfrentaram, e venceram, o francês Bernard Arnault, dono do grupo LVMH, e juntos compraram, em 1999, a Maison Yves Saint Laurent. Com a definitiva saída de cena de Yves Saint Laurent, em 2002, Ford tornou-se o comandante chefe absoluto da legendária marca.
Ford e De Sole comandam também a grife Balenciaga, cuja direção criativa é de outro jovem e já consagrado estilista, Nicolas Ghesquière, patrocinam a filha do beatle Paul McCartney, Stella McCartney, e a marca própria de Alexander McQueen.

### Carreira no cinema
No ano de 2009, Ford dirigiu A Single Man, um longa-metragem premiado e aclamado pela crítica e publico, baseado no livro homônimo de Christopher Isherwood, com Colin Firth no papel principal.
A Single Man estreou em 11 de setembro de 2009 no 66º Festival Internacional de Cinema de Veneza, onde concorreu ao Leão de Ouro. Colin Firth foi premiado com a Copa Volpi de Melhor Ator por sua atuação. Ele ganhou um Prêmio BAFTA de Melhor Ator, e pelo papel ainda foi indicado ao Oscar, Globo de Ouro, Independent Spirit Award e Screen Actors Guild Award.
Em seu segundo longa-metragem ele não só dirigiu como escreveu e co-produziu o filme neo-noir de terror psicológico Nocturnal Animals. Estreando em novembro de 2016 nos Estados Unidos, este foi mais uma vez bem visto pela crítica no mundo todo, demonstrando mais uma vez um dos enormes talentos do estilista para a sétima arte. Baseado no romance escrito por Austin Wright em 1993, Tony e Susan, o filme tem em seu elenco atores de renome como Amy Adams, Jake Gyllenhaal, Aaron Taylor-Johnson e Michael Shannon.
O filme recebeu elogios dos críticos, além de ganhar o Grande Prêmio do Júri no Festival de Cinema de Veneza. O filme tem uma classificação de aprovação de 72% no Rotten Tomatoes, com base em 143 críticas, com uma classificação média de 7.1 / 10 e a leitura crítica do consenso do site: "Bem-atuado e adorável, Nocturnal Animals ainda destaca a habilidade visual e narrativa do diretor e roteirista, Tom Ford".

## Vida pessoal
Ford foi casado com Richard Buckley, jornalista e ex-editor-chefe da Vogue Hommes International. Eles estavam juntos desde que se conheceram em 1986. O casal tem um filho, Alexander John "Jack" Buckley Ford, nascido em setembro de 2012. A família morava na Itália, para onde a Ford mudou-se depois de Nova York em 1990. Ford vive em suas residências em Los Angeles, Santa Fe e Londres. Ford e Buckley possuem cachorros da ração Fox terrier de pelo liso, que já apareceram nas passarelas e em seu filme A Single Man. Buckley morreu em 2021 de causas naturais.
Ford é um democrata. Ele discordou da Invasão do Iraque em 2003 pelos Estados Unidos, declarando que sentia "vergonha de ser um americano". Seu comentário atraiu críticas públicas na América. Ford já organizou uma campanha de arrecadação de fundos para apoiar o então candidato a presidência dos Estados Unidos, Barack Obama. Tom Ford defendeu o reconhecimento federal do casamento entre pessoas do mesmo sexo nos Estados Unidos. Em uma entrevista de 2009, ele disse que preferiu o termo "parceria civil" para as parcerias do sexo oposto e do mesmo sexo e deixar o "casamento" como uma decisão religiosa.

## Filmografia
- Nocturnal Animals (2016)
- A Single Man (2009)